# Pitt County
Pitt County ist ein County im Bundesstaat North Carolina der Vereinigten Staaten. Der Verwaltungssitz (County Seat) ist Greenville, das nach Nathanael Greene benannt wurde, einem General im Amerikanischen Unabhängigkeitskrieg.

## Geographie
Das County liegt im mittleren Osten von North Carolina und hat eine Fläche von 1696 Quadratkilometern, wovon 8 Quadratkilometer Wasserfläche sind. Es grenzt im Uhrzeigersinn an folgende Countys: Martin County, Beaufort County, Craven County, Lenoir County, Greene County, Wilson County und Edgecombe County.
Pitt County ist in 15 Townships aufgeteilt: Arthur, Ayden, Belvoir, Bethel, Carolina, Chicod, Falkland, Farmville, Fountain, Greenville, Grifton, Grimesland, Pactolus, Swift Creek und Winterville.
Das County wird vom Office of Management and Budget zu statistischen Zwecken als Greenville, NC Metropolitan Statistical Area geführt.

## Geschichte
Pitt County wurde am 25. November 1760 aus Teilen des Beaufort County gebildet. Benannt wurde es nach William Pitt, 1. Earl of Chatham, einem britischen Staatsmann und Premierminister.
30 Bauwerke und Stätten des Countys sind insgesamt im National Register of Historic Places eingetragen (Stand 14. März 2018).

## Demografische Daten
Nach der Volkszählung im Jahr 2000 lebten im Pitt County 133.798 Menschen in 52.539 Haushalten und 32.258 Familien. Die Bevölkerungsdichte betrug 79 Einwohner pro Quadratkilometer. Ethnisch betrachtet setzte sich die Bevölkerung zusammen aus 62,08 Prozent Weißen, 33,65 Prozent Afroamerikanern, 0,27 Prozent amerikanischen Ureinwohnern, 1,08 Prozent Asiaten, 0,04 Prozent Bewohnern aus dem pazifischen Inselraum und 1,80 Prozent aus anderen ethnischen Gruppen; 1,09 Prozent stammten von zwei oder mehr Ethnien ab. 3,15 Prozent der Bevölkerung waren spanischer oder lateinamerikanischer Abstammung.
Von den 52.539 Haushalten hatten 29,9 Prozent Kinder unter 18 Jahren, die bei ihnen lebten. 43,4 Prozent davon waren verheiratete, zusammenlebende Paare, 14,4 Prozent waren allein erziehende Mütter und 38,6 Prozent waren keine Familien. 28,3 Prozent waren Singlehaushalte und in 7,3 Prozent lebten Menschen mit 65 Jahren oder älter. Die Durchschnittshaushaltsgröße betrug 2,43 und die durchschnittliche Familiengröße war 3,02 Personen.
23,6 Prozent der Bevölkerung waren unter 18 Jahre alt. 17,5 Prozent zwischen 18 und 24 Jahre, 29,9 Prozent zwischen 25 und 44 Jahre, 19,4 Prozent zwischen 45 und 64, und 9,6 Prozent waren 65 Jahre alt oder Älter. Das Durchschnittsalter betrug 30 Jahre. Auf alle weibliche Personen kamen 90,2 männliche Personen. Auf alle Frauen im Alter von 18 Jahren oder darüber kamen 86,4 Männer.
Das jährliche Durchschnittseinkommen eines Haushalts betrug 32.868 US-Dollar und das jährliche Durchschnittseinkommen einer Familie betrug 43.971 USD. Männer hatten ein durchschnittliches Einkommen von 31.962 USD gegenüber den Frauen mit 25.290 USD. Das Pro-Kopf-Einkommen betrug 18.243 USD. 20,3 Prozent der Bevölkerung und 13,5 Prozent der Familien lebten unterhalb der Armutsgrenze. 21,6 Prozent von ihnen sind Kinder und Jugendliche unter 18 Jahre und 20,2 Prozent sind 65 Jahre oder älter.